# Bigo Live
Bigo Live (произносится на русском «Биго Лайф») — платформа для ведения прямых эфиров. Позволяет делиться трансляциями, совершать видео и аудио звонки. Есть доступ в 150 странах. Принадлежит сингапурской компании BIGO Technology, которая была основана в 2014 году Дэвидом Ли и Джейсоном Ху.
В 2019 году BIGO Technology была приобретена китайской компанией Joyy, акции которой базируется на NASDAQ. BIGO Technology разработала собственный искусственный интеллект и машинное обучение, которые интегрированы в приложение. Функции искусственного интеллекта используются для повышения вовлеченности и удобства пользователей во время потоковой передачи.

## История
Дэвид Ли был журналистом до того, как пришел в технологическую индустрию, а Джейсон Ху работал во многих технологических компаниях до создания BIGO Technology.
В 2014 году в Сингапуре была основана компания Bigo.
В марте 2016 года был запущен Bigo Live. Он доступен для операционных систем iOS и Android.
В апреле 2016 года Bigo Live было самым загружаемым приложением в Таиланде.
В декабре 2018 года Bigo Live достигла 26 миллиона активных пользователей в месяц.
В марте 2019 года компания JOYY Inc., зарегистрированная на фондовой бирже NASDAQ, завершила сделку по приобретению BIGO Technology.
В ноябре 2019 года количество активных пользователей приложений компании в месяц во всем мире превысило 350 миллионов.
В марте 2020 года он занял 6-е место в США и 5-е место в мире по потоковым приложениям по общему доходу от покупок внутри приложений.
В мае 2020 года Bigo Live начала партнерство с Bark, решением для обеспечения безопасности в Интернете.
В декабре 2020 года Bigo Live объявила о партнерстве с The Trevor Project, крупнейшей в мире организацией по предотвращению самоубийств и кризисному вмешательству для ЛГБТ-молодежи.
В начале 2021 года у Bigo Live было 400 миллионов пользователей в более, чем 150 странах.